# Giulio Falcone
Giulio Falcone (Atri, Italia, 13 de mayo de 1974) es un futbolista italiano. Juega de defensa y su primer equipo fue Torino FC.

## Selección nacional
Ha sido internacional con la Selección de fútbol de Italia, jugó 1 partido internacional.

## Clubes
| Club           | País   | Año       |
| -------------- | ------ | --------- |
| Torino FC      | Italia | 1993-1996 |
| ACF Fiorentina | Italia | 1996-1999 |
| Bologna FC     | Italia | 1999-2003 |
| Sampdoria      | Italia | 2003-2007 |
| Parma FC       | Italia | 2007-2009 |

- Datos: Q742369